# جون می سون
جون می سون (کره‌ای: 전미선؛ ۷ دسامبر ۱۹۷۰ – ۲۹ ژوئن ۲۰۱۹) بازیگر اهل کره جنوبی بود. با اینکه او بیشتر به خاطر ایفای نقش مکمل زن در فیلم‌ها و مجموعه‌های تلویزیونی مانند خاطرات قتل (۲۰۰۳)، افسانه خورشید و ماه (۲۰۱۲) و قایم‌موشک (۲۰۱۳) شناخته می‌شود، جون می-سون همچنین به عنوان نقش اصلی در عشق یک چیز دیوانه است (۲۰۰۵) بازی کرده‌است.